# Knee Lake 192B
Knee Lake 192B är ett reservat i Kanada.   Det ligger i provinsen Saskatchewan, i den centrala delen av landet, 2 500 km väster om huvudstaden Ottawa. Knee Lake 192B ligger vid sjön Knee Lake.
Trakten runt Knee Lake 192B är nära nog obefolkad, med mindre än två invånare per kvadratkilometer.